# Desa Sarimekar (administrativ by i Indonesien, Jawa Barat)
Desa Sarimekar är en administrativ by i Indonesien.   Den ligger i provinsen Jawa Barat, i den västra delen av landet, 160 km sydost om huvudstaden Jakarta.